# Ronela Hajati
Ronela Hajati ([ɾɔˈnɛla haˈjati]), parfois nommée par son seul prénom Ronela, est une autrice-compositrice-interprète albanaise née le 2 septembre 1989 à Tirana en Albanie. À la suite de sa victoire à la 60e édition du Festivali i Këngës, elle représente l'Albanie au Concours Eurovision de la chanson 2022, avec sa chanson Sekret. Elle ne se qualifiera pas en finale.

## Jeunesse
Ronela Hajati naît le 2 septembre 1989 à Tirana en Albanie,. Sa mère est originaire de Korçë et son père, Marash Hajati (sq), est originaire de Shkodër,. S'intéressant à la musique dès son jeune âge, elle prend des cours de ballet et de piano durant son enfance. Elle participe à plusieurs concours de chansons dans son pays, tels que le Top Song ou Kënga Magjike.

## Dès 2021: Concours Eurovision de la chanson
Il est annoncé courant novembre 2021, par le télédiffuseur albanais RTSH, que Ronela faisait partie des vingt candidats retenus pour la soixantième édition du Festivali i Këngës, avec sa chanson intitulée Sekret,. À l'issue de la finale, diffusée le 29 décembre 2021, Ronela sort gagnante et est donc désignée représentante albanaise pour le Concours Eurovision de la chanson 2022.
La chanson Sekret chantée au Festivali i Këngës ne sera pas la même que celle pour l'Eurovision. C'est pour cela que la chanson a du être recomposée (revamp en anglais) pour que la durée ne dépasse les 3 minutes, limite designée par l'organisateur du concours, l'UER.
L'Albanie participera à la 1ère demi-finale du concours et ouvre le show, puisque Ronela et sa chanson Sekret est la première en ordre de passage. Elle ne se qualifie pas en finale, à la surprise de certains.

## 2023: Participation à la sélection nationale de Saint-Marin
En février 2023, Ronela Hajati est annoncée comme participante à Una Voce Per San Marino, le concours visant a choisir le représentant de Saint-Marin à l'Eurovision. Elle participe à la quatrième demi-finale avec sa chanson Salvaje.

## Vie privée
Ronela Hajati est discrète à propos de sa vie privée. Elle est fille unique, et réside à Tirana, sa ville natale, avec sa mère,. Elle a entretenu une relation avec le musicien albanais Young Zerka de 2015 à 2018. 

## Discographie

### Albums
- 2022 − RRON (sortie prévue)

### Singles
- 2006 – Requiem (avec Orgesa Zajmi)
- 2007 – Me ty nuk shkoj
- 2009 – Shume nice
- 2009 – Kam frikë te të dua
- 2010 – Harroje
- 2011 – Neles (feat. Visari Skillz)
- 2012 – Nuk ka më kthim
- 2013 – Mala gata
- 2013 – Mos ma lsho
- 2014 – Veç na (avec Agon Amiga)
- 2015 – A do si kjo
- 2016 – Amini
- 2016 – Marre
- 2016 – Syni i jemi (avec Young Zerka)
- 2017 – Mos ik
- 2017 – Ladies
- 2017 – Sonte (avec Lyrical Son)
- 2017 – Diamanta (avec Young Zerka)
- 2018 – Maje men
- 2018 – Do ta luj
- 2018 – Vuj
- 2019 – Pa dashni
- 2019 – Çohu (feat. Don Phenom)
- 2019 – Lage
- 2019 – MVP
- 2020 – Genjeshtar je x pare
- 2020 – Bardh e blu
- 2021 – Shumë i mirë
- 2021 – Aventura
- 2021 – Alo (feat. Vig Poppa)
- 2021 – Leje (feat. Klement)
- 2021 – Sekret
- 2022 - Caramel
- 2022 - Valle
- 2023 - Salvaje

#### En tant qu'artiste invitée
- 2017 – Ka je 2x (Adrian Gaxha feat. Ronela Hajati)
- 2019 – Dilema (Don Phenom feat. Ronela Hajati)
- 2022 - Papi Chulo (Matolale feat. Ronela Hajati)